# Kuća Malančec
Kuća Malančec danas, muzej, je porodična kuća i zbirka vrednih umetničkih dela i nepokretnosti koje je koprivčanin dr Vladimir Malančec 1985. godine, nakon smrti ostavio kao legat Muzeju grada Koprivnice i Opštini Koprivnica.

## Legat Malančeca kao vid dobročinstva
Začet s kraja 19 veka, u 20 veku ovaj vid kulturnog dobročinstva koji se sve više širio svetom, svrstao je dr Vladimira Malančec među sve brojnije dobročinitelja i u tadašnjoj SFR Jugoslaviji. U tom kontskstu legat dr Vladimir Malančec ima dvostruku kulturnu funkciju, kao:
- izraz individualne kulturne svesti, legatora kojim je on želo da upotpuni ono što se podrazumeva pod kulturnim bićem jednog legatora.
- oblik legatorstva kjim je dr Vladimir Malančec želeo da na osoben načina potvrdi njegovu brigu za kulturna i umetnička ostvarenja zajednice koja su promakla nadležnim ustanovama.

Zahvaljujući legatu dr Vladimira Malančeca Koprivnica i Hrvatska kulturna sredina obogatila je  muzejske kolekcije, biblioteke i arhivske fondove koji su danas sve značajniji za kulturnu istoriju Hrvatske, ali i za proučavanje individualnog stvaralaštva pojedinih umetnika.

Činom donacije rodnom gradu Koprivnici, i svom narodu...
dr Vladimir Malančec potvrdio je nepokolebljivost građanskog duha, koji iako je više godina živeo izdvojen i izolovan u prostoru porodične kuće i istrajno i znalački čuvao uspomenu na fragmente jednog prošlog vremena i prostora, u kome je živeo i stvarao.

## Kraća biografija legatora
Melančec dr Vladimir (1898 — 1985) rođen je u Koprivnici, kao najstariji od troje dece, pored sestre Mire i mlađeg brata Fedora. Kao human i obrazovana osoba dr Vladimir Malančec se u javnom životu Koprivnice angažovao počev od 1919. godine, kao glavni urednik lista „Demokrat” i urednik ”Koprivnićke” i „Sokolske fanfare”.
Nakon što je doktorirao pravne nauke 1921. godine na Pravoslovnom fakultetu Sveučilišta u Zagrebu, vratio se u Koprivnicu u kojoj je radio kao kraljevski kotarski pristav Kotarske oblasti u Koprivnici. U dva navrata, od 1928. do 1932. godine, obavljao je dužnost gradonačelnika Koprivnice. 
Kada je napustio državnu službu radio je u advokatskoj kancelariju kod oca Matije Malančeca. Godine 1935. godine izabran je za poslanika Narodne skupštine na Jeftićevoj listi. 
U prvim godinama Drugog svetskog rata zbog projugoslavenske orijentacije zatvaran je u ustaškim logorima Danica i Jadovno, odakle je samo pukim slučajem spašen i prebačen u zagrebački zatvor, iz kojeg je uspeo da pobegne. Nakon bekstva iz zatvora živeo je u ilegali sve do kraja Drugog svetskog rata. Po povratku u Koprivnicu bavio se jedno vreme advokatskom praksom i sakupljao umetniĉke predmete i numizmatiku. 
Nakon drugog svetskog rata živeo je kao povučena osoba, odvojeno od javnog života sve do svoje smrti 22. jula 1985. godine.

## Kuća porodice Malančec
Pored pokretnih dobara Vladimir je donirao Koprivnici i kuću porodice Malančec koju je po narudžbi donatorovog oca, advokata dr Matije Malančeca 1902. godine projektovao zagrebački građevinar Gjuro Carnelutti (1854-1928). 
Objekt, danas Muzej po koncepciji je građanska kuća, na periferiji Koprivnice, sagrađena u nizu sa bočno postavljenim vrtom zatvorenog tipa i zadnjim dvorištem, voćnjakom i povrtnjakom. Prizemlje kuće za života dve generacije Malančeckovih imalo je javnu i porodičnu namenu. Naime u njenom prizemlju  nalazila se poznata advokatska kancelarija sa odvojenim ulazom, dok je stambeni prostor na prvom spratu bio prilagođen načinu života dobrostojeće koprivničke građanske porodice Malančec. 
U ovoj zgradi je danas stalna muzejska postavka Muzeja grada Koprivnice, poznata pod nazivom „Kuća Malančec” u kojoj su muzejskih predmeti grupisani u manje celine Time je sačuvan izuzetan kolekcionarski duh porodice Malančec između 1850. i 1950. godine, kroz dve generacije, uz naglasak koji je stavljen na estetske domete, kulturu, umetnost i istoriju jednog prošlog vremena.

### Zbirka
Prema popisu zbirku čini više od 500 pojedinačnih predmeta, nekoliko desetina kompleta i serija, i biblioteka sa nekoliko hiljada knjiga i časopisa. Po vrstama, to su:
- stotinak primeraka umetničkih predmeta (keramika, staklo, metala),
- zbirka slika, među kojima dominiraju dela: brata Fedora Malančeca, slikara autodidakte i Rudolfa Krušnjaka, akademskog slikara, dugogodišnjeg prijatelja porodice Malančec i oko stotinak dela sledećih slikara — Ferde Kovačevića, Nikole Mašića, Vlahe Bukovca, Mirka Račkog, Jose Bužana, Ivana Tišova, Artura Oskara Alexandera, Roberta Auera, Josipa Račića, Branka Šenoe, Ivana Benkovića, Menci Clementa Crnčića, Maksimilijana Vanke, Milenka D. Gjurića, Zore Preradović, Dušana Kokotovića, Bele Cikosa Sessie, Tomislava Krizmana, Ljube Babića, Slavka Tomerlina,Stipana Bakovića, Vladimira Kirina, Vladimira Varlaja, Jurja Plančića, Otona Ivekovića, Krste Hegedušića, Jerolima Miše, Mihovila Krušlina, Vilka Gecana, Marijana Trepše, ViktoraŠipeka, Stojana Aralice, Otona Postružnika, Vanje Radauša, Josipa Crnoborija, Antuna Motike, Ljudevita Šestića, Zlatka Šulentića, Slavka Šohaja, Omera Mujadžića, Vilka Šeferova, Đure Tiljka, Frana Šimunovića, Mirona Makaneca, Fedora Vaića i Rudolfa Sablića,
- zbirka skulptura,
- nekoliko dobro sačuvanih kompleta stilskog nameštaja,
- nekoliko raritetnih, izdvojenih primeraka pokućstva,
- zbirka violina i drugih muzičkih instrumenata,
- desetak lustera i svetiljki,
- zbirka starih karata,
- numizmatička zbirka,
- zbirka zidnih satova,
- drugi sitni inventar lične prirode,[6]

## Literatura
- Draženka Jalšić Ernečić. Muzejska zbirka dr Vladimir Malančec, Muzeološka koncepcija, rukopis, 2002. Koprivnica
- Jalšić, Draženka. Fedor Malančec, Koprivnička kronika, Muzej grada Koprivnice, Koprivnica, 1998.

## Spoljašnje veze
- Veb stranica Muzeja grada Koprivnice (jezik: hrvatski)